# Дадіані Самсон Платонович
Самсон Дадіані (სამსონ დადიანი; 1886–1937) — грузинський політик, юрист, публіцист, член Установчих зборів Демократичної Республіки Грузії.

## Біографія
Самсон Дадіані народився 23 грудня 1886 року в селі Модінахе Зугдідської області. Походив з князівського роду Дадіані. Закінчив Тбіліську гімназію. Вищу юридичну освіту здобув у Петербурзькому університеті (1908). Під час революційного руху 1905 року його батько Платон Дадіані був убитий селянами після того, як на їхній землі отаборилися війська.
Статті Самсона Дадіані на тему грузинської літератури та мистецтва друкувалися в тогочасній пресі з 10-х років. Його перу також належать драма «На перехресті», присвячена революції 1905 року, та історична драма «Георгій Саакадзе».
З 1908 року Дадіані був членом Грузинської партії есерів-революціонерів. 16 квітня 1917 року Дадіані взяв участь у зборах грузинських партій. На першому всенародному з'їзді в листопаді був обраний членом Національної ради і секретарем Соціалістично-федералістичної партії. З червня 1918 року був членом Національної ради як вищого законодавчого органу (парламенту) незалежної Грузії. У серпні 1919 року під час довиборів був обраний депутатом Установчих зборів Грузії. Він зробив значний внесок у процес розробки Першої Конституції Грузії. Він був членом «Комісії конституційних основ Грузинської Демократичної Республіки», обраної 6 червня 1918 року. У липні 1918 року обраний секретарем комісії. Самсону Дадіані було доручено розробити один 14 розділ конституції — «Про права національних меншин». У січні 1921 року обраний на V конференції Соціалістично-федералістичної партії до президії головного комітету партії з п'яти осіб, де виконував обов'язки товариша (заступника) голови партії.
З 1922 року обраний членом Ради адвокатів Радянської Соціалістичної Республіки Грузії, працював юрисконсультом банку. Під час обговорення в Комітеті незалежності Грузії питання про антирадянське повстання в серпні 1924 року Дадіані відмовився брати участь у повстанні, хоча членам Соціалістичної федералістської партії було дозволено діяти на свій розсуд. У 1924—1925 заарештований у справі Комітету незалежності Грузії. Суд засудив його до 3 років позбавлення волі, але як ненебезпечну для радянської влади людину звільнили з ув'язнення. Після розгрому збройних виступів відійшов від політичної діяльності.
У 1937 році заарештований і 10 грудня засуджений до розстрілу. Вирок здійснено11 грудня вночі.